# 澤岻安史
澤岻 安史（たくし やすふみ、1979年10月14日 - ）は、沖縄県沖縄市出身のプロバスケットボール選手である。ポジションはポイントガード、シューティングガード。大分ヒートデビルズ所属の澤岻直人は実弟。元富山グラウジーズの根間洋一は同郷でありかつ横浜ギガキャッツ時代の同期である。

## 来歴
北中城高校でインターハイと国体に出場。
福岡大学でも4年連続でインカレ出場。
2002年に横浜ギガキャッツ入団。
その後は母校である福岡大学アシスタントコーチを経て、2006年に故郷のクラブチームでプレーし国体にも出場。
2008年8月に弟が所属する琉球ゴールデンキングスに育成指定選手として所属。12月出場選手契約。bjリーグでは初めて兄弟共にプロ選手となる。2011-12シーズンをもって現役引退。

## 経歴
- コザ中学校 - 北中城高校 - 福岡大学 - 横浜ギガキャッツ - 福岡大学AC - 琉球ゴールデンキングス（2008年〜2012年）―たくし学園（2012.07～)